# Modello Previsionale Distributivo
Il Modello Previsionale Distributivo comunemente noto come Retail Forecasting Model costituisce un insieme di strumenti software e modelli matematici che, con l'ausilio di fonte dati interne alle aziende, dati statistici esterni (ad esempio ISTAT), hanno lo scopo di permettere ad un'azienda di prevedere il potenziale di vendita di un prodotto o di un punto vendita all'interno di un nuovo mercato di cui ancora non conoscano la dimensione e le caratteristiche.
I modelli previsionali solitamente consentono di stabilire quali siano i comportamenti di acquisto che consentono alla domanda ed all'offerta di un bene o servizio di incontrarsi sul mercato e quindi di generare vendite. In particolare una caratteristica essenziale è la definizione del grado di influenza, meglio nota come area di mercato o trading area, che ciascun punto vendita esercita sulla domanda potenziale o sugli altri concorrenti.